# Joanna de Lestonnac
Joanna de Lestonnac (ur. 27 grudnia 1556 w Bordeaux, zm. 2 lutego 1640, tamże) – święta Kościoła katolickiego, założycielka Zgromadzenia Sióstr Naszej Pani, kanonizowana przez Piusa XII w 1949.

## Życiorys

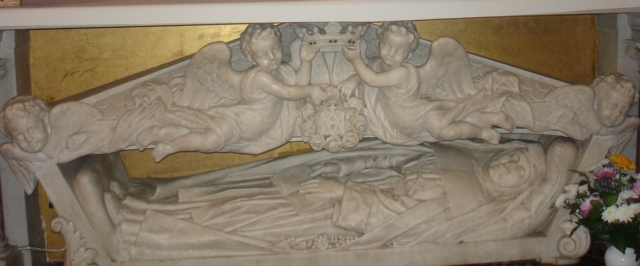
Relikwiarz świętej w Bordeaux, rzeźba z 1900

Pochodziła z rodziny mieszanej – katolicko-kalwińskiej i w dzieciństwie była przez matkę usilnie namawiana na przyjęcie kalwinizmu. Joanna wybrała jednak religię katolicką, do czego przyczynili się m.in. jezuici z Bordeaux.
W 1573 wyszła za mąż za Gastona de Montferrant-Landrias, z którym miała siódemkę dzieci. Po śmierci męża wstąpiła do zakonu trapistek o bardzo surowej regule. Z uwagi na pogarszający się gwałtownie stan zdrowia, musiała opuścić mocno restrykcyjny zakon, ale w przeddzień odejścia doznała objawienia, w trakcie którego Matka Boża uświadomiła jej potrzebę opieki nad zaniedbanymi dziewczętami miejskimi. Po wielu trudnościach piętrzonych przez kościół lokalny udało jej się założyć Zgromadzenie Sióstr Naszej Pani, adaptujące regułę św. Ignacego Loyoli. W 1607 papież Paweł V wydał odpowiednie zezwolenie na funkcjonowanie wspólnoty. W dniu śmierci założycielki Zgromadzenie liczyło 30 domów. Obecnie ma około 3600 członkiń.